# Nokia, Phần Lan
Nokia (phát âm tiếng Phần Lan: [nokiɑ]) là một thành phố và khu tự quản bên bờ sông Nokianvirta (Kokemäenjoki) thuộc vùng Pirkanmaa, cách thành phố Tampere khoảng 15km về phía tây. Dân số thời điểm ngày 31 tháng 1 năm 2011 là 31.658 người.
Viễn thông cùng tên khổng lồ Nokia đã được thành lập bởi Fredrik Idestam vào năm 1865 như một nhà máy bột giấy. Công ty cao su Phần Lan (Suomen Gummitehdas Oy) thành lập năm 1898 thiết lập một nhà máy ở Nokia vào năm 1904. Hai công ty Phần Lan và Cable Works Ltd (Suomen kaapelitehdas Oy) hợp nhất vào năm 1967 hình thành Công ty Nokia. Chi nhánh khác nhau của tập đoàn này đã được chia thành một số công ty hoặc bán vào khoảng năm 1990. Cao su các công trình vẫn hoạt động trong Nokia Lốp và nhà máy giấy như Georgia-Pacific Finland Oy.
Tính đến năm 2008, công ty viễn thông Nokia không có bất kỳ hoạt động tại thành phố Nokia. Mặc dù công ty đã được thành lập tại Nokia, trụ sở đã được chuyển đến Espoo, và chính các nhà máy ở Salo, cả hai đều nằm gần 200km về phía nam của Nokia. Hầu như mỗi năm, du khách đến để Nokia hy vọng sẽ tìm thấy một bảo tàng điện thoại di động tuyệt vời, thứ kết nối duy nhất cho công ty là biệt thự Nokia, đôi khi được sử dụng cho các bên tư nhân cho nhân viên điều hành của công ty. Người ta đã nhiều lần yêu cầu thành phố có công trình kỷ niệm ngày công ty nó đã sinh ra, nhưng nó đã luôn luôn từ chối, với lý do là điện thoại di động không bao giờ sản xuất nữa.